# Plongée enfant

Un enfant en plongée

A priori, un enfant peut plonger dès son plus jeune âge mais avec de nombreuses précautions (tenir compte notamment, en fonction de son âge, du froid, de la durée et de la profondeur de la plongée...). Il n’y a, théoriquement, pas d’âge limite pour la pratique de la plongée chez l’enfant. Cependant, les règles de bon sens liées aux conditions pratiques, au matériel et à la température de l’eau amènent à conseiller les débuts à partir de 6 ans en eau calme et peu profonde ou en bassin artificiel. De simples prises d’air à partir d’une bouteille, tout en restant en surface, constituent souvent la première initiation et sont suffisants pour un éveil à la plongée. 

## EnFrance
La commission médicale de la FFESSM, s’inquiétant d’un risque de surpression pulmonaire des poumons encore immatures de l’enfant, a fixé l’âge minimal de la plongée avec bouteilles à 8 ans.
L'ARPE (Association de Réflexion de la Plongée Enfants) fait plonger des enfants à partir de 6 ans.
L'arrêté de 98 modifié 2000 qui réglemente la plongée en France ne fixe aucun âge minimum pour la plongée.